# Michiel van der Klis
Michiel Baldur Maximiliaan van der Klis, né le 9 juin 1953 à La Haye, est un astronome néerlandais surtout connu pour ses travaux sur les binaires X, plus particulièrement pour ses explications des oscillations quasi périodiques (QPOs) et pour sa découverte du premier pulsar X ayant une période de l'ordre de la milliseconde.
Il est membre de l'Académie royale néerlandaise des arts et des sciences depuis 2002 et de la Koninklijke Hollandsche Maatschappij der Wetenschappen depuis 2003. Depuis 2005, il est directeur de l'Astronomical Institute Anton Pannekoek de l'université d'Amsterdam et président de la Netherlands Research School for Astronomy.

## Biographie
Michiel van der Klis obtient son PhD à l'université d'Amsterdam en 1983. Il travaille un temps à Noordwijk, au Centre européen de technologie spatiale de l'Agence spatiale européenne. En 1989, il retourne à l'université d'Amsterdam comme professeur associé. Il devient professeur d'astronomie en 1993. 

## Prix et distinction
- 1987 : Prix Bruno Rossi
- 1990 : Médaille Zel'dovich du Committee on Space Research
- 1991 : Bourse du pionnier de la Netherlands Organisation for Scientific Research (en)
- 2004 : Prix Spinoza
- 2010 : Fonds pour l'enseignement (Academy Professorship) de l'Académie royale néerlandaise des arts et des sciences

- L'astéroïde (12653) van der Klis a été baptisé en son honneur.